# The King Khan & BBQ Show
 The King Khan & BBQ Show è un gruppo musicale garage punk composto dai canadesi BBQ, vero nome Mark Sultan, e King Khan.

## Storia del gruppo

### Gli inizi
Il duo si forma dalle ceneri degli Spaceshits, gruppo garage rock di Montréal, Canada. Dopo un tour europeo, King Khan, che ai tempi degli Spaceshits si faceva chiamare Blacksnake, decide di rimanere in Germania: il gruppo decide di non continuare senza di lui e si scioglie. King Khan forma nel frattempo i King Khan & His Shrines, mentre BBQ si cimenta prima con i Les Sexareenos, poi in solitaria come BBQ e infine con i Mind Controls. Nonostante i numerosi progetti, i due iniziano a scrivere pezzi propri e ad esibirsi dal vivo per l'Europa.

### The King Khan & BBQ Show
Nel 2004 arriva il primo album della band, l'omonimo The King Khan & BBQ Show, pubblicato in Europa dalla Hazelwood Records e negli Stati Uniti d'America dalla Goner Records. Il disco viene registrato ad Amburgo, dove risiede tuttora King Khan. Per la promozione del disco la band parte per un tour mondiale che tocca anche l'Italia.

### What's for Dinner?
Il 2005 è l'anno del secondo album della band, What's for Dinner?, pubblicato dalla In the Red. La band è sempre in tour e anche in questo caso, gira il mondo per la promozione del nuovo lavoro. La band è in tour per l'Europa anche con i The Mojomatics, duo garage rock veneto. La stretta amicizia col duo italiano fa sì che i due gruppi si uniscono sotto il nome di The Ciaoculos per pubblicare un 7" dal titolo Walk On, pubblicato dalla Yakisakana Records nel 2005. Nello stesso anno viene anche pubblicato il singolo BBQ & Blacksnake per la Solid Sex Lovie Doll Records.

## Formazione
- BBQ -- voce/chitarra/cassa e rullante
- King Khan—chitarra/voce

## Discografia

### Album
- The King Khan & BBQ Show (Hazelwood Records, 2004)
- What's for Dinner? (In the Red Records, 2006)
- Invisible Girl (In the Red Records, 2009)

### Singoli
- BBQ & Blacksnake (Solid Sex Lovie Doll Records, 2005)
- Teabag Party (Crypt Records, 2007)
- Animal Party (Fat Possum, 2008)

### Raccolte
- The King Khan & BBQ Show (In the Red Records, 2007)) (Ristampa del primo disco con due bonus track e un secondo lp contenente i primi demo del gruppo)

### Split
- Split 7" (Norton Records, 2006) (Split con i Flakes)
- Christmas in Baghdad/Plump (Norton Records, 2007) (Split con i Black Lips)